# Emma Donoghue
Pour les articles homonymes, voir Donoghue.
Emma Donoghue, née le 24 octobre 1969 à Dublin, est une romancière et dramaturge irlandaise, qui vit au Canada depuis 1998.
Elle est l'autrice de romans historiques et également contemporains, ainsi que de romans relatant des relations lesbiennes.
En 2015, elle écrit le scénario de l'adaptation cinématographique homonyme de l'un de ses succès, Room (2010), roman librement inspiré de l'affaire Fritzl.

## Biographie
Née à Dublin en 1969, elle est la benjamine d'une famille de huit enfants, fille d'un universitaire de l'université de New York et critique littéraire, Denis Donoghue (en).
Elle obtient le baccalauréat en littérature française et anglaise de l'University College Dublin, puis un doctorat du Girton College de l'Université de Cambridge.[réf. nécessaire]
Elle se consacre très tôt à l'écriture, publiant en 1994 Stir Fry, publié en français sous le titre À feu vif en 2013, roman d'apprentissage d'une jeune provinciale arrivant à Dublin et découvrant l'homosexualité féminine. Son roman Hood (1995) reçoit le Stonewall Book Award et Slammerkin (2000) obtient le prix Ferro-Grumley de la fiction lesbienne. À Cambridge, elle rencontre sa future épouse, Christine Roulston, une Canadienne qui est aujourd'hui professeur de français et d'études féminines à l'université Western Ontario. Elles s'installent définitivement au Canada en 1998 et Emma Donoghue devient citoyenne canadienne en 2004. Son recueil de nouvelles, Touchy Subjects, paraît en 2006. Son roman Landing (2007) dépeint la relation à longue distance entre une conservatrice canadienne et une hôtesse de l'air irlandaise.
Emma Donoghue est l'une des autrices lesbiennes anglophones — comme Jeanette Winterson, Sarah Waters et Ali Smith — à avoir participé à enrichir la littérature homosexuelle, et a été plusieurs fois primée en conséquence, avec des œuvres telles que À feu vif, Cara et Moi, Le Corset (Slammerkin), Long Courrier (Landing),,.
En 2010, son roman Room, sur la séquestration, inspiré librement d'un fait divers contemporain, l'affaire Fritzl, fait sensation. Elle a écrit aussi plusieurs romans historiques mais fictionnels, se situant généralement au XIXe siècle, notamment pendant la Grande famine irlandaise, la guerre de Sécession ou la ruée vers l'or, ainsi que des pièces de théâtre, des recueils de nouvelles, des romans pour la jeunesse, des anthologies (de littérature lesbienne) et des pièces radiophoniques.

## Œuvre

### Romans
- Stir Fry (1994) Publié en français sous le titre À feu vif, traduit par Amélie Rioual, Mont-de-Marsan, Éditions Dans l'Engrenage, 2013, 248 p.  (ISBN 9-78-2915342-33-8)
- Hood (1995) Publié en français sous le titre Cara et moi, traduit pat Céline Lion, Mont-de-Marsan, Éditions Dans l'Engrenage, 2008, 288 p.  (ISBN 978-2-915342-18-5)
- Slammerkin (2000)
- Life Mask (2004)
- Landing (2007) Publié en français sous le titre Long Courrier, traduit par Cécile Dumas, KTM éditions, 2012, 333 p.  (ISBN 978-2-913066-54-0)
- The Sealed Letter (2008)
- Room (2010) Publié en français sous le titre Room, traduit par Virginie Buhl, Paris, Éditions Stock, coll. « La cosmopolite », 2011, 408 p.  (ISBN 978-2-234-06498-0) ; réédition, Paris, LGF, coll. « Le Livre de poche » no 32837, 2013  (ISBN 978-2-253-16730-3)
- Frog Music (2014) Publié en français sous le titre Frog music, traduit par Christine Barbaste, Paris, Éditions Stock, coll. « La cosmopolite », 2015, 486 p.  (ISBN 978-2-234-07908-3) ; réédition, Paris, LGF, coll. « Le Livre de poche » no 34700, 2017  (ISBN 978-2-253-06786-3)
- The Wonder (2016)
- The Lotterys Plus One (2017)
- The Lotterys More or Less (2018)
- Akin (2019)
- The Pull of the Stars (2020)Publié en français sous le titre Le Pavillon des Combattantes, traduit par Valérie Bourgeois, Presses de la Cité, 2021, 336 p.  (ISBN 978-2-258195981)[7]

### Recueils de nouvelles
- Kissing the Witch (1997)
- The Woman Who Gave Birth to Rabbits (2002)
- Touchy Subjects (2006)
- Astray (2012) Publié en français sous le titre Égarés, traduit par Virginie Buhl, Paris, Éditions Stock, coll. « La Cosmopolite », 2012, 299 p.  (ISBN 978-2-234-07323-4) ; réédition, Paris, LGF, coll. « Le Livre de poche » no 33209, 2014  (ISBN 978-2-253-19419-4)

### Théâtre
- I Know My Own Heart (1993) (publié en 2001)
- Ladies and Gentlemen (1996) (publié en 1998)
- Kissing The Witch (2000)
- Don't Die Wondering (2005)
- The Talk of the Town (2012)
- Room (2017), adaptation pour le théâtre du roman éponyme

### Pièces radiophoniques
- Trespasses (1996)
- Don't Die Wondering (2000)
- Exes (2001)
- Humans and Other Animals (2003)
- Mix (2003)

### Histoire littéraire
- Passions Between Women: British Lesbian Culture 1668-1801 (1993)
- We Are Michael Field (1998)
- Inseparable: Desire Between Women in Literature (2010)

### Édition d'ouvrages
- What Sappho Would Have Said (1997)
- The Mammoth Book Of Lesbian Short Stories (1999)

## Filmographie

### Comme scénariste
- 2002 : Pluck, court métrage irlandais réalisé par Neasa Hardiman
- 2015 : Room, film canado-irlandais réalisé par Lenny Abrahamson, scénario d'Emma Donoghue d'après son propre roman éponyme

### Comme productrice déléguée
- 2022 : The Wonder de Sebastián Lelio, adapté du roman éponyme d'Emma Donoghue

## Prix et distinctions
- Prix Lambda Literary 2008 dans la catégorie Lesbian Fiction pour The Sealed Letter
- Nommée pour l'Oscar du meilleur scénario adapté pour Room